# Satélite meteorológico

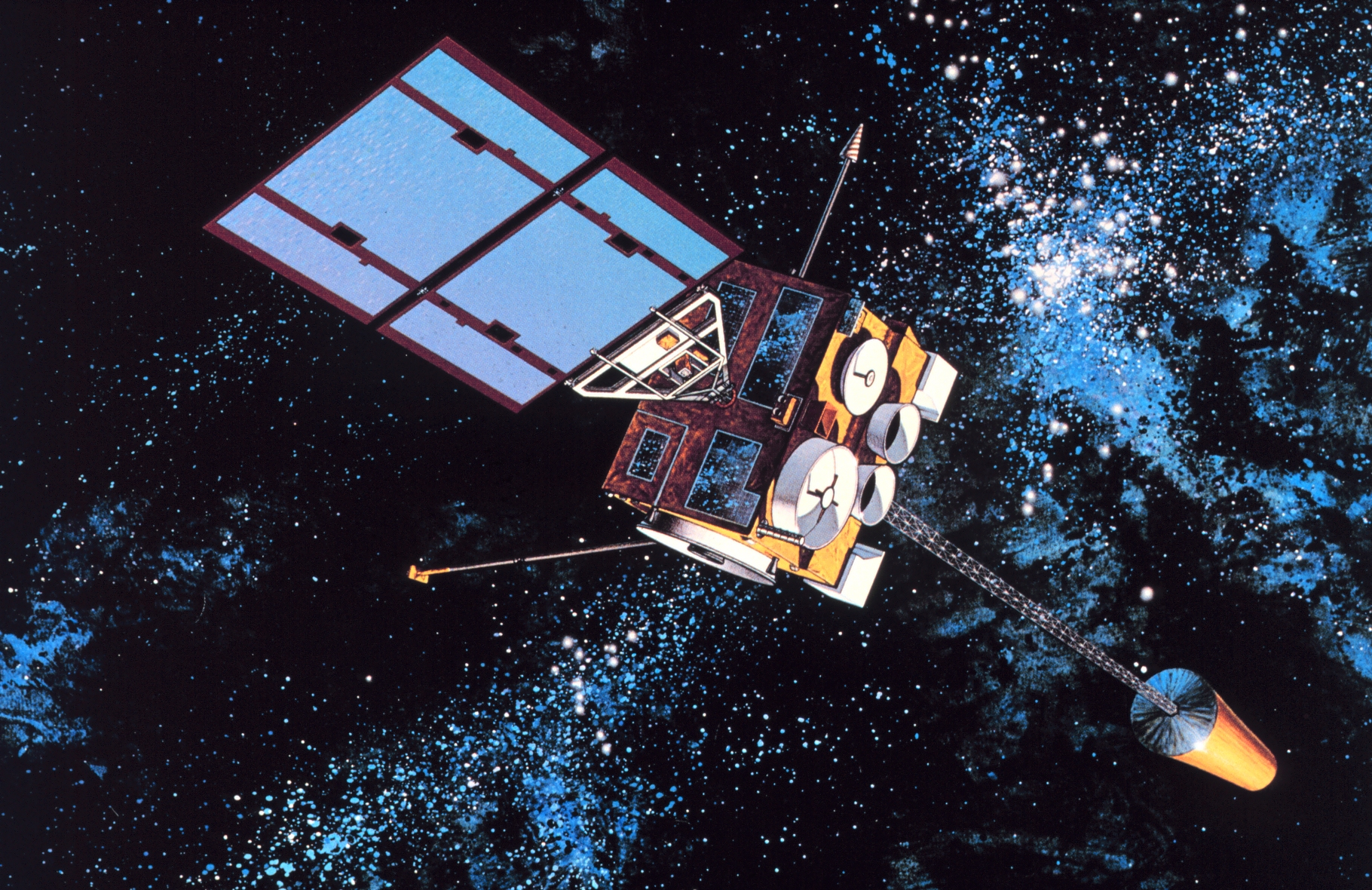
GOES-8, um satélite meteorológico dos Estados Unidos.

Um satélite meteorológico é um tipo de satélite artificial que é primariamente usado para monitorar o tempo e o clima da Terra, embora monitorem também efeitos da atividade humana, como luzes das cidade, queimadas, níveis de poluição, além de auroras polares, tempestades de raios e poeira, superfícies cobertas por neve e gelo, desmatamento e correntes oceânicas, entre outros.
As imagens dos satélites meteorológicos ajudam no monitoramento das nuvens liberadas por vulcões como o Monte Santa Helena e da atividade de outros vulcões como o Etna. A fumaça da queimada de florestas também pode ser monitorada.
Outros satélites ambientais podem detectar mudanças na vegetação da Terra, no estado do mar, na cor dos oceanos, e regiões geladas. Por exemplo, o grande vazamento de óleo que ocorreu em 2002 na costa oeste da Espanha foi acompanhado cuidadosamente pelo satélite europeu  ENVISAT, o qual, apesar de não ser um satélite meteorológico, possui um instrumento (ASAR) capaz de detectar mudanças na superfície dos mares e oceanos.
O El Niño e seu efeito sobre o tempo foi monitorado diariamente por meio de imagens de satélite. O buraco na camada de ozônio é mapeado por meio de dados de satélites meteorológicos. Coletivamente, satélites meteorológicos dos Estados Unidos, Europa, Índia, China, Rússia e Japão permitem observações quase contínuas do tempo sobre todo o planeta.